# Norrlands luftvärnsbataljon
Norrlands luftvärnsbataljon (Lvbat/I 19), ursprungligen Luleå luftvärnskår (Lv 7), var ett luftvärnsförband inom svenska armén som verkade i olika former åren 1942–2004. Förbandsledningen var förlagd i Bodens garnison i Boden.

## Historik

### Bildandet
Genom försvarsbeslutet 1936 fick luftvärnet en självständigare roll inom artilleriet, vilket bland annat resulterade i att ett flertal luftvärnsdivisioner organiserades. År 1940 föreslog överbefälhavaren att fredsorganisationen inom luftvärnsartilleriet skulle utökas. Förutom de två
luftvärnsregementena i Karlsborg och Linköping skulle även ett luftvärnsregemente tillkomma i Stockholm. Vidare föreslogs att det att inom varje militärområde på fastlandet skulle bildas särskilda beredskapsförband sammanförda till en beredskapsdivision. Beredskapsdivisionernas förläggningsorter föreslogs till Malmö, Göteborg, Stockholm, Sundsvall och Boden. Övergången till den nya organisationen föreslogs fördelas på budgetåren 1940/1941 och 1941/1942. Under första året föreslogs att luftvärnschefen med stab tillsättas, samt att beredskapsdivisionen i Sundsvall skulle organiseras, jämte militärområdesstaberna skulle förses med luftvärnsofficerare och viss kaderökning genomföras för att möjliggöra fortsatt beredskap i Malmö, Göteborg och Boden.
Av olika anledningar var dock arméstaben tveksam till att förlägga ytterligare ett förband till Boden. En av anledningarna var att man inte ville ha beredskapsdivisionen underställd kommendanten i Boden, utan snarare att man ville ha den direkt underställd arméchefen. Som alternativ till Boden hade armén fastnat för Luleå, dit man även utan tillstånd från regeringen kunde sätt upp en luftvärnsutbildningscentral. Den utsedde chefen för luftvärnsutbildningscentralen fick order om att etablera sig så fast som möjligt i Luleå. Det med anledning av att när en proposition skulle läggas fram, så skulle man från arméns sida kunna motivera att det framtida förbandet skulle kunna stanna kvar där, vilket också accepterades 1942, när Luleå luftvärnskår bildades.
Den 20 juni 1941 bildades A 9 B, vilken var den detacherade beredskapsdivisionen ur Karlsborgs luftvärnsartilleriregemente. Dock förlades den aldrig till Boden, utan kom den 22 juni 1941 att förläggas till Luleå, där den kom att verka som en luftvärnsutbildningscentral. Den 1 oktober 1941 omorganiserades centralen till Luleå luftvärnsdivision (A 9 L).
Genom försvarsbeslutet 1942 beslutades att avskilja luftvärnet från artilleriet, för att bilda ett eget truppslag, luftvärnet. Förändringen resulterade bland annat i att Luleå luftvärnsdivision avskiljdes från Karlsborgs luftvärnsartilleriregemente och bildade den 1 oktober 1942 Luleå luftvärnskår (Lv 7).
Kåren var till en början provisoriskt förlagd till ett barackläger vid Rektorsgatan i Luleå, där man verkade fram till den 14 augusti 1944. Då kåren började flytta in i ett nyuppfört kasernområde vid Brändövägen (senare stadsdelen Kronan). Och från den 1 september 1944 verkade man officiellt från sitt nya kasernområde, där man den 11 mars 1945 höll en ceremoni över inflyttningen.

### 1974 års regeringsform
I samband med att 1974 års regeringsform trädde i kraft den 1 januari 1975, ändrades namnet från Kungliga Luleå luftvärnskår till enbart Luleå luftvärnskår. Samtidigt fråntogs Konungen den formella rollen som högste befälhavare för krigsmakten, vilket även kom att gälla rollen som förbandschef över gardesförbanden.

### OLLI-reformen
I samband med OLLI-reformen, vilken genomfördes inom försvaret åren 1973–1975, sammanslogs Bodens artilleriregemente (A 8) med Bodens försvarsområde (Fo 63) och bildade 1975 försvarsområdesregemente A 8/Fo 63. Detta medförde att Luleå luftvärnskår som ingick i Bodens försvarsområde kom att bli ett B-förband (utbildningsregemente) och dess mobiliserings- och materialansvar överfördes till Bodens artilleriregemente, som blev ett A-förband (försvarsområdesregemente). Vid samma tidpunkt kom kåren att omorganiseras till regemente den 1 juli 1975 och fick det nya namnet Luleå luftvärnsregemente (Lv 7).

### Flytten till Boden
Genom försvarsutredning 1988 föreslog regeringen i sin proposition bland annat en omlokalisering av Luleå luftvärnsregemente till Bodens garnison. Bakgrunden till förslaget var att uppnå besparingar, men även för att öka möjligheterna till samövning och samträning. Inför propositionen hade försvarskommittén undersökt en omlokalisering av luftvärnsregementet till Norrbottens flygflottilj (F 21). Detta i syfte för att undersöka de ekonomiska möjligheterna till att behålla luftvärnsregementet i Luleå. Dock skulle en samlokalisering med Norrbottens flygflottilj medföra en stor investeringskostnad. Därför ansågs de mest ekonomiskt att omlokalisera luftvärnsregementet till Boden. Då försvarskommittén ansåg att de ekonomiska besparingarna skulle vara av en sådan storleksordning att anläggningen i Luleå bör avvecklas. Omlokaliseringen av Luleå luftvärnsregemente skulle vara helt genomförd till den 1 juli 1992.
Riksdagsbeslutet om en omlokalisering av Luleå luftvärnsregemente till Boden, föranledde en betydande avtappning av befälskåren, så stor att den från 1990 framtvingade en minskning av utbildningskontingenten med cirka 200 man. Den 1 maj 1992 hade regementet omlokaliserats till Bodens garnison. I Boden samlokaliserades regementet med Norrbottens regemente med Norrbottens pansarbataljon (I 19/P 5).

### Försvarsbesluten
Genom försvarsbeslutet 1992 beslutades att samtliga utbildningsregementen, som ej uppsatte ett krigsförband i regementesstorlek, ej heller skulle benämnas regemente. Detta då regeringen ansåg att grundorganisationen skulle spegla krigsorganisationen. I samband med detta reducerades regementet den 1 juli 1993 till kår och antog namnet Norrlands luftvärnskår (Lv 7). 
Genom försvarsbeslutet 2000 ansåg regeringen att endast fyra luftvärnsbataljoner behövdes i den framtida insatsorganisationen. Vad som stod helt klart inför försvarsbeslutet var att avveckla Gotlands luftvärnskår (Lv 2), samt reducera Norrlands luftvärnskår (Lv 7) till en bataljon och inordna den under Norrbottens regemente. Detta då verksamheten vid Gotlands luftvärnskår ansågs alltför begränsad för att kunna utvecklas till en samlad enhet för landets luftvärn. Gällande Norrlands luftvärnskår bedömde regeringen att det skulle ge allvarliga kompetensförluster i det korta perspektivet att lokalisera hela luftvärnsfunktionen till Boden.
Med försvarsbeslutet koncentrerades utbildningen av luftvärnet till fyra luftvärnsbataljoner, tre i Halmstad samt en luftvärnsbataljon i Boden. Genom att Göta luftvärnskår blev en samlad enhet för landets luftvärn, innehållandes tre luftvärnsbataljoner samt Luftvärnets stridsskola. Göta luftvärnskår kom med den nya organisationen att den 1 juli 2000 anta namnet Luftvärnsregementet (Lv 6). Den 30 juni 2000 avvecklades Norrlands luftvärnskår som ett självständigt förband. Från den 1 juli 2000 inordnandes luftvärnsbataljonen som en utbildningsbataljon i Norrbottens regemente (I 19). Den nya bataljonen antog namnet Norrlands luftvärnsbataljon (Lvbat/I 19).
Inför försvarsbeslutet 2004 föreslog regeringen att Norrlands ingenjörbataljon borde avvecklas. Det med bakgrund att man ansåg att all luftvärnsutbildning skulle samlas till Luftvärnsregementet i Halmstad, för att uppnå en rationell utbildningsvolym för luftvärnsfunktionen. Förmågan med att uppträdda i subarktisk miljö nedprioriterades framför att skapa en rationalisera utbildningsvolymen. Istället menade regeringen att den subarktiska förmågan inom luftvärnet kunde upprätthållas dels hos delar av officerskåren, dels inom ramen för Försvarsmaktens vinterenhet i Boden. Riksdagen antog regeringens förslag, med försvarsbeslutet kom Norrlands luftvärnsbataljon tillsammans med Norrlands ingenjörbataljon och Norrlands signalbataljon att avvecklas. Den 31 december 2004 avvecklades bataljonen, från och med 1 januari 2005 övergick bataljonen till en avvecklingsorganisation fram till dess att avvecklingen skulle vara slutförd senast den 30 juni 2006. Den 23 maj 2005 genomfördes en gemensam avvecklingsceremoni för de bataljoner i Boden som berördes av försvarsbeslutet, ceremonin hölls på Norrbottens regementes kaserngård.

## Verksamhet
När Sundsvalls luftvärnsregemente avvecklades utökades värnpliktskontingenten vid Luleå luftvärnsregemente med cirka 150 man tillkommande från Nedre Norrlands militärområde. Enligt den plan som luftvärnsinspektören hade utarbetat inför omorganisationen skulle drygt 20 befäl omplaceras från Sundsvall till Luleå. I verkligheten tillkom en regementsofficer, vilket bidrog till att förvärra en redan tidigare pressad personalsituation.
Genom den värnpliktskontingenten som övertogs från Sundsvalls luftvärnsregemente, övertogs även krigsförbanden som utbildats i Sundsvall, vilket medförde att Luleå luftvärnsregemente fick ett väsentligt utvidgat samverkansansvar med krigsförbandschefer och mobiliseringsmyndigheterna. År 1988 omfattade det tre militärområden, sex försvarsområden, två arméfördelningar, sex brigader och två sektorflottiljer. Norrlands luftvärnskår hade ett utbildningsansvar för cirka 7000 soldater i krigsorganisationen och utbildade förband inom luftvärnssystemen luftvärnsrobotsystem 23, luftvärnsrobotsystem 70, luftvärnsrobotsystem 90 och  luftvärnskanonvagn 90. Efter att bataljonen uppgick i Norrbottens regemente bestod förbandet av en bataljonsstab, ett luftvärnskompani och ett stabskompani. Verksamheten vid luftvärnsbataljonen skulle enligt försvarsbeslutet i möjligaste mån vara en spegelbild av Luftvärnsregementet (Lv 6) fast i mindre skala.

## Förläggningar och övningsplatser

### Förläggning
I samband med att Karlsborgs luftvärnsregemente (Lv 1) detacherade en beredskapsdivision den 20 juni 1941 till ursprungligen till Boden, förlades detachementet den 22 juni 1941 till ett barackläger vid Rektorsgatan 4 i Luleå. När Luleå luftvärnsdivision bildades, förlades staben till Stadshotellet. Efter att detachementet avskildes från regementet den 1 oktober 1942 och bildade Luleå luftvärnskår (Lv 7), började kåren från den 14 augusti 1944 flytta in på ett nytt kasernområde vid Brändövägen. Den 11 mars 1945 hölls en inflyttningsceremoni vid det nya kasernområdet. År 1978 ersattes det från 1945 uppförda truppserviceförrådet med ett nytt moderna och mer ändamålsenlig byggnad. År 1983 stod en ny kasern klar. Även övnings- och vårdhallen byggdes ut och stod färdig 1985. Den 1 maj 1992 omlokaliserades förbandet till Boden, där man samlokaliserade med Norrbottens regemente med Norrbottens pansarbataljon (I 19/P 5) vid Norrbottensvägen. Det gamla kasernetablissementet i Luleå, som lämnades helt den 30 juni 1992, omvandlades av Luleå kommun till företags- och kulturby under namnet Kronan. Under 2020-talet har området omvandlats till en ny stadsdel som kommer stå färdig helt 2030 och då bestå av närmre 2000 nya bostäder.

### Övningsplatser
Förbandet hade sina övningsplatser vid Brändön mellan åren 1942–1946 och från 1946 vid Tåme skjutfält. I samband med omlokaliseringen till Boden, så överfördes förvaltningsansvaret för Tåme skjutfält till försvarsområdesstaben i Boden.

## Heraldik och traditioner
I samband med att förbandet hade omlokaliserats till Boden, bibehöll kåren sitt heraldiska vapen, vilket baserades på Luleås stadsvapen (korslagda nycklar). Namn och benämning på de förband och staber som finns och funnits i Bodens garnison har reglerats efter anknytning till Bodens fästning. Bodens artilleriregemente, Bodens försvarsområde och Bodens ingenjörkår är de tre förband som hade anknytning till fästningen och fick därmed uppkallas efter staden. Övriga förband var ämnade att försvara länet eller landsdelen, det vill säga Norrbottens län respektive Norrland, vilka då uppkallats efter länet eller landsdelen, till exempel Norrbottens pansarbataljon eller Norrlands signalbataljon.

### Förbandsstandar
År 1943 överlämnade militärbefälhavaren för VI. militärområdet, generallöjtnant Nils Rosenblad, ett förbandsstandar till Luleå luftvärnskår. Från den 1 juli 2000 fördes standaret av Norrlands luftvärnsbataljon. Efter att Norrlands luftvärnsbataljon avvecklades deponerades standaret till Luftvärnsregementet (Lv 6) som bevarar minnet av Norrlands luftvärnsbataljon.

### Utmärkelsetecken
I samband med att Norrlands luftvärnskår avvecklades, instiftades 2000 Norrlands luftvärnskårs minnesmedalj i silver (NorrllvkMSM).

## Förbandschefer
Regementschefer samt kår- och bataljonchefer verksamma perioden 1942–2005:

- 1942.10.01–1948.09.30: Niels Juel
- 1948.10.01–1953.09.30: Sven Tilly
- 1953.10.01–1957.03.31: Nils Kahlén
- 1957.04.01–1966.09.30: Gösta Leijon
- 1966.10.01–1968: Carl Herlitz
- 1968–1976: Kurt Johansson
- 1976–1978: Sven Platerud
- 1978–1981: Erik Albertsson
- 1981–1989: Lars Brunnberg
- 1989–1992: Gunnar Widh
- 1992–1994: Claes Sundin
- 1994–1997: Claes-Göran Fant
- 1997–2000: Roger Kempainen
- 2000.05.??–2000.0?.??: Hans Uhlander
- 2000.0?.??–2000.06.30: Kurt Högström
- 2000.07.01–2001.04.05: Peter Bergström
- 2001.04.05–2005.06.30: Ove Tirud

## Namn, beteckning och förläggningsort
| Luftvärnsutbildningscentral | 1941-06-20 | – | 1942-09-30 |
| Luleå luftvärnsdivision     | 1941-10-01 | – | 1942-09-30 |
| Kungl. Luleå luftvärnskår   | 1942-10-01 | – | 1974-12-31 |
| Luleå luftvärnskår          | 1975-01-01 | – | 1975-06-30 |
| Luleå luftvärnsregemente    | 1975-07-01 | – | 1993-06-30 |
| Norrlands luftvärnskår      | 1993-07-01 | – | 2000-06-30 |
| Norrlands luftvärnsbataljon | 2000-07-01 | – | 2004-12-31 |
| Avvecklingsorganisation     | 2005-01-01 | – | 2006-06-30 |

| A 9 B      | 1941-06-20 | – | 1941-09-30 |
| A 9 L      | 1941-10-01 | – | 1942-09-30 |
| Lv 7       | 1942-10-01 | – | 2000-06-30 |
| Lvbat/I 19 | 2000-07-01 | – | 2004-12-31 |

| Luleå garnison (F)  | 1941-06-22 | – | 1992-06-30 |
| Bodens garnison (F) | 1992-05-01 | – | 2006-06-30 |

## Galleri

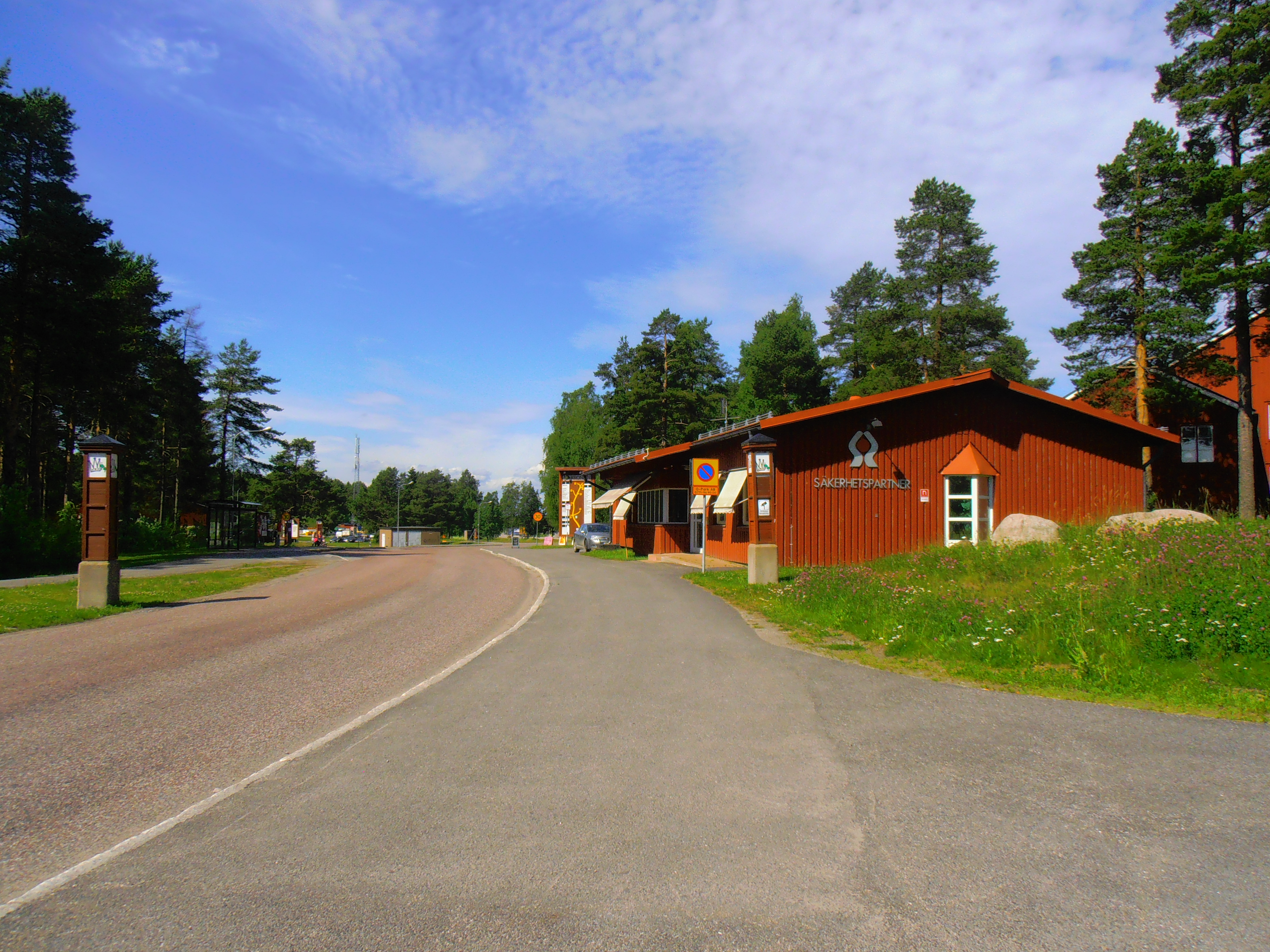
Kasernvakten i Luleå.
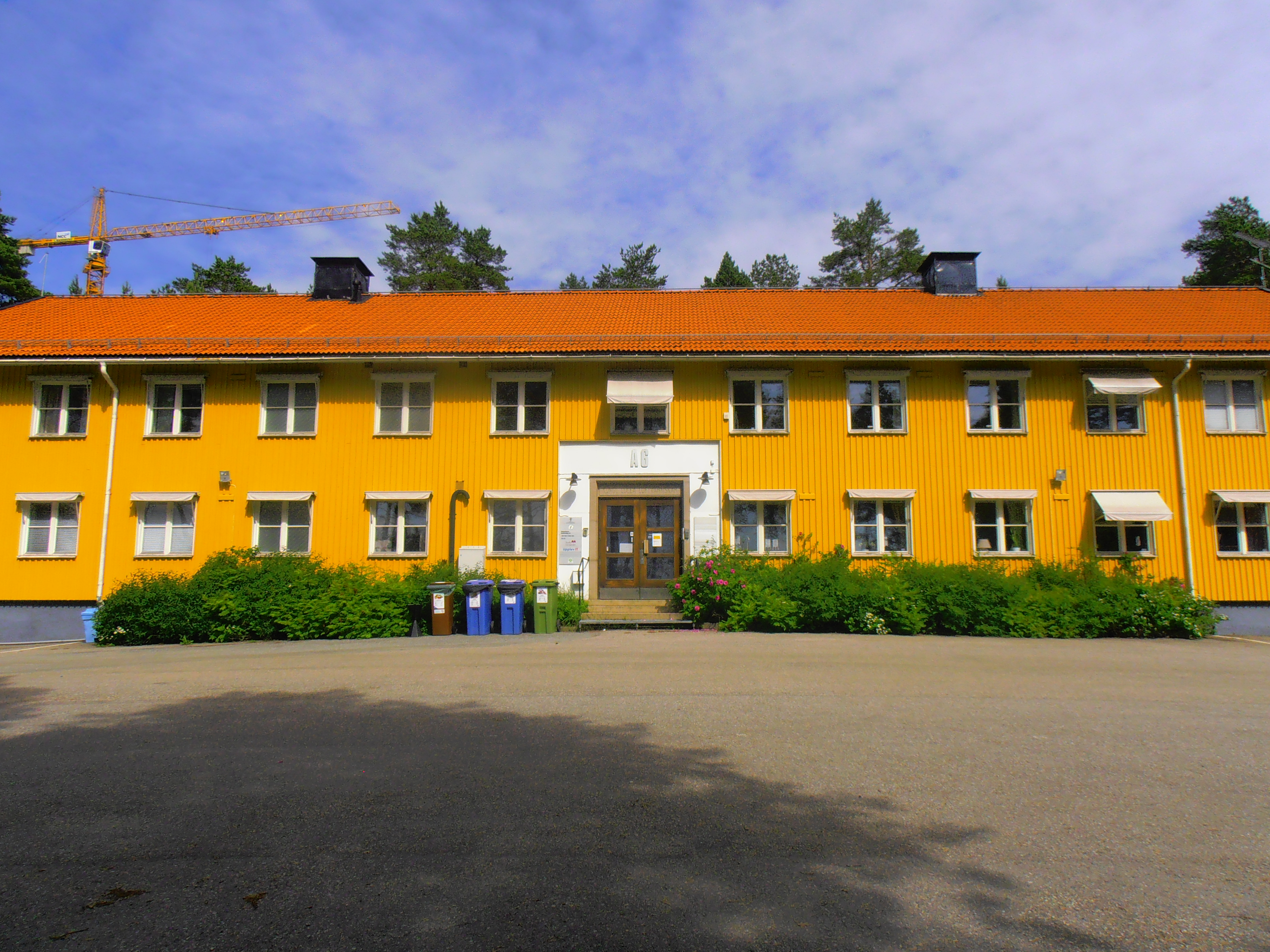
Kanslihuset i Luleå
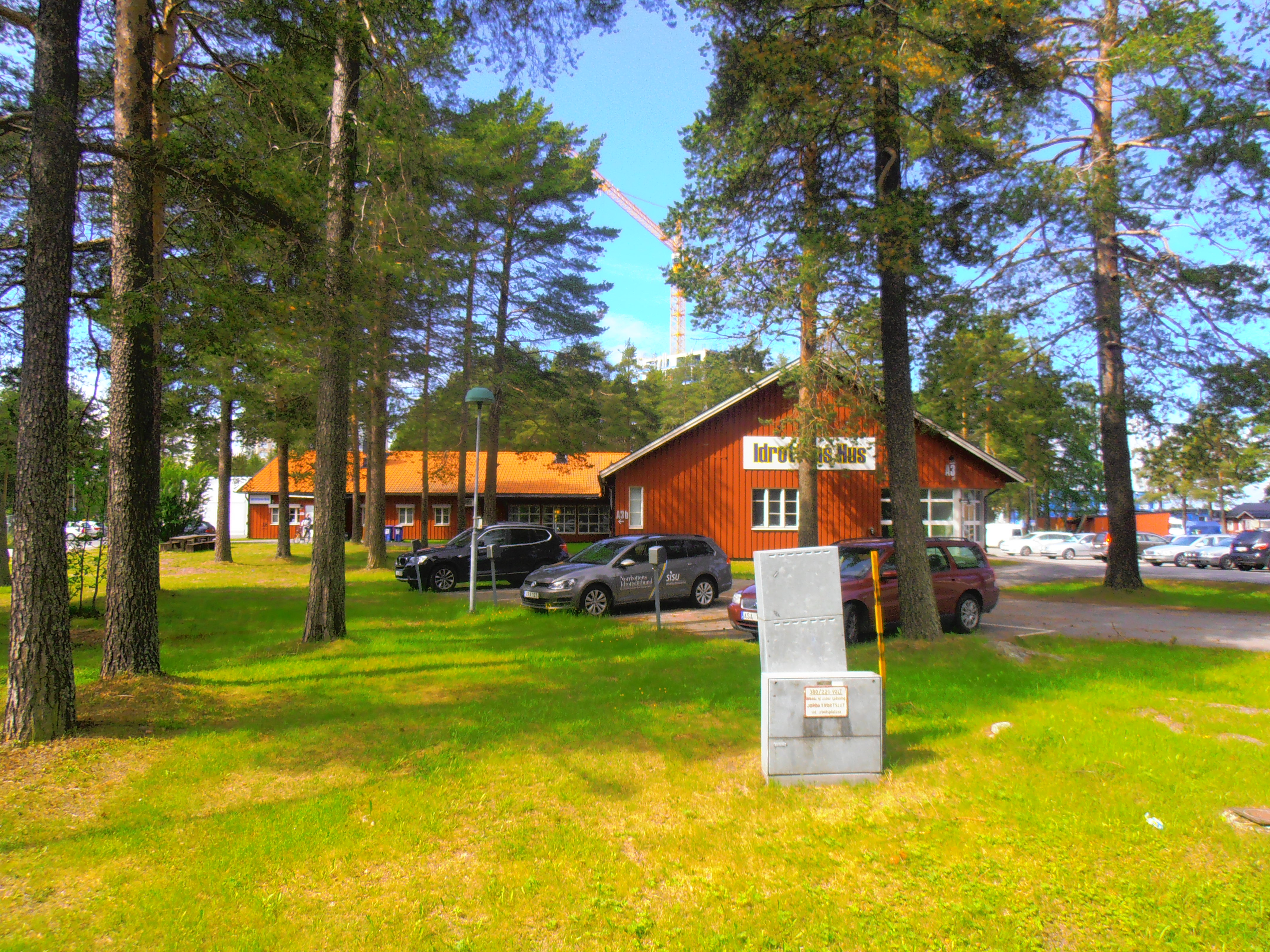
Delar av kasernetablissementet i Luleå
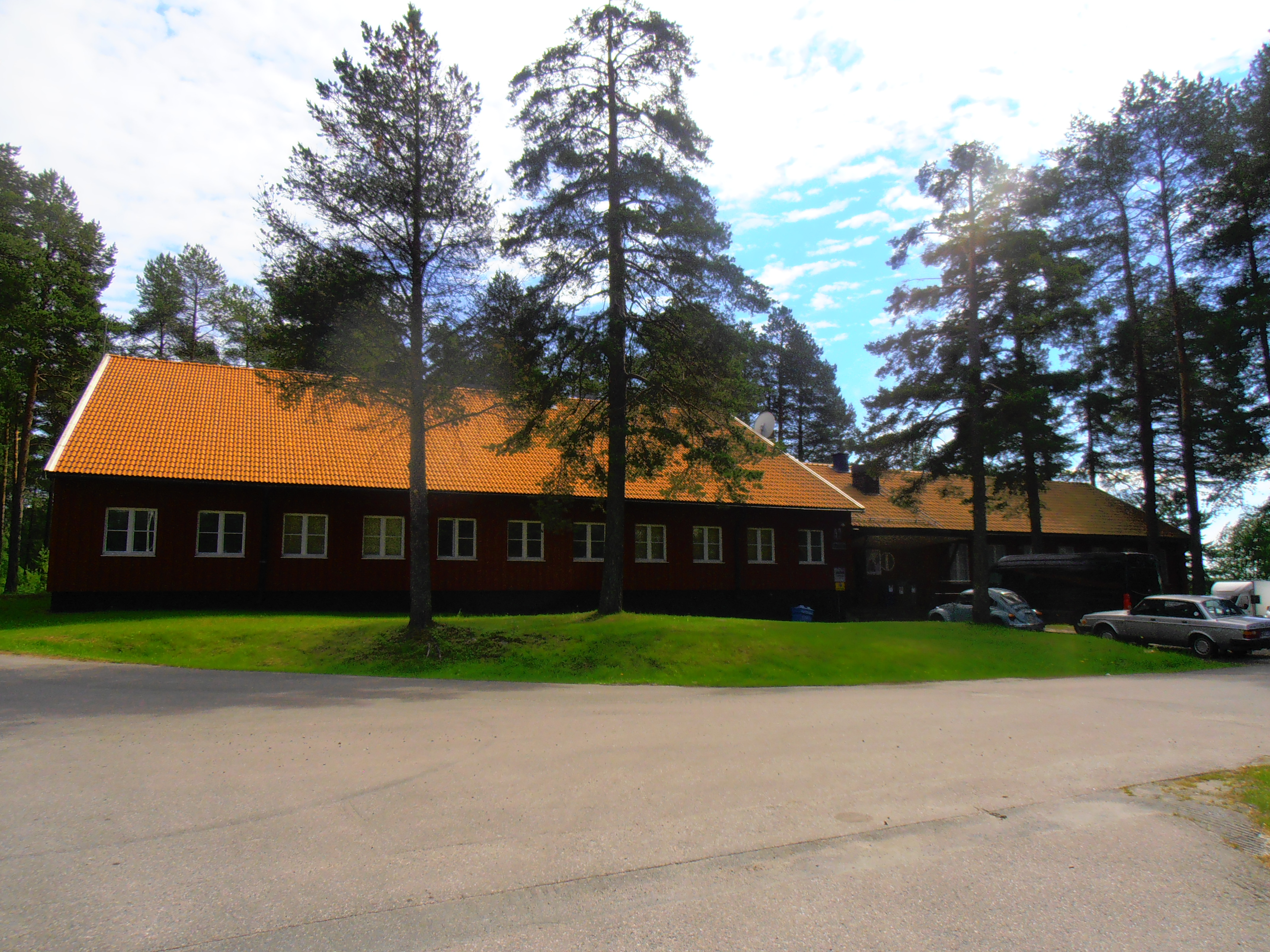
Delar av kasernetablissementet i Luleå
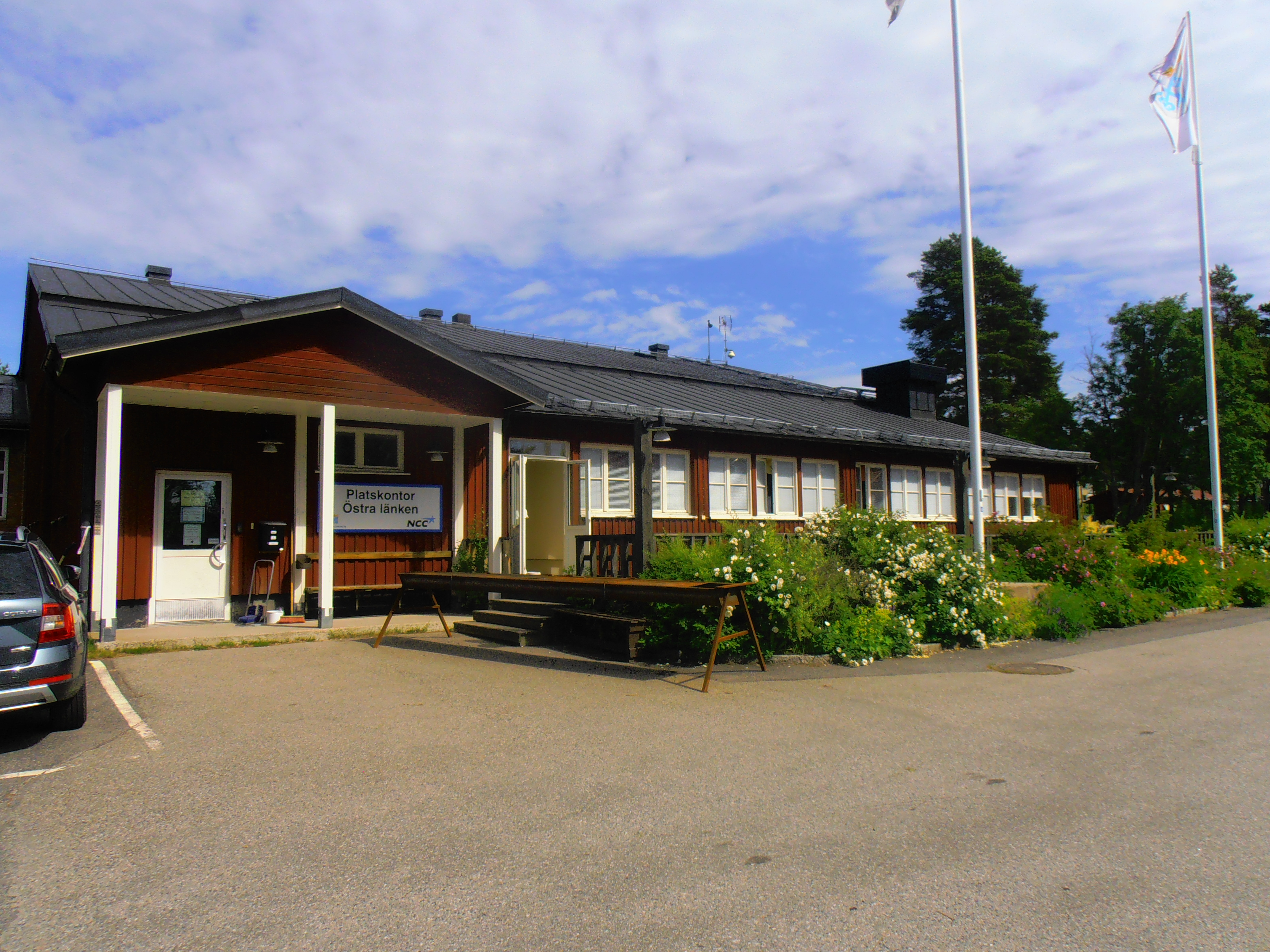
Delar av kasernetablissementet i Luleå